# コロンビア・ゴージ・コミュニティ・カレッジ

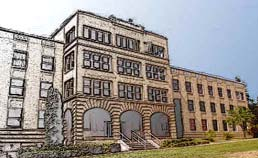
メイン・ビルディング正面

コロンビア・ゴージ・コミュニティ・カレッジ（Columbia Gorge Community College, CGCC）は、アメリカ合衆国オレゴン州のコロンビア川沿い、ザ・ダルズにあるコミュニティ・カレッジ。キャンパスはザ・ダルズ市街地を眺望できる都市公園の隣に位置し、2007年現在、キャンパスの建築物の多くの改装工事を行っている。
フッドリバー郡に拡張施設を有している。同施設は2001年に同学の学区に併合された。
コロンビア・ゴージ・コミュニティ・カレッジの起源は、ワスコ地域教育事業地区（Wasco Area Education Service District）が設置され幾つかの教育が始まった1977年に遡る。同地区は間もなくして、トリーティ・オーク教育事業地区（Treaty Oak Education Service District）に改称した。創立以来16年間、ザ・ダルズ市街地にある賃貸施設で活動を続けた。
1989年に公衆投票によって同校の指定が事業地区からコミュニティ・カレッジに変更。それに伴い、校名もコロンビア・ゴージ・コミュニティ・カレッジに改称した。1993年に現在のキャンパスとなる土地を購入し改造する許可が下りた。それ以前、同地には病院が建っていた。
現在、オレゴン州・ワシントン州のコロンビア中央地域の住民に開かれている。